# Nakamura Taichi
Nakamura Taichi (sinh ngày 5 tháng 1 năm 1993) là một cầu thủ bóng đá người Nhật Bản.

## Sự nghiệp câu lạc bộ
Nakamura Taichi hiện đang chơi cho Vanraure Hachinohe.